# Demetriusz I Soter
Demetriusz I Soter (ur. 187 p.n.e., zm. 150 p.n.e.) – władca Syrii z dynastii Seleucydów od 162 p.n.e. Był synem Seleukosa IV Filopatora i Laodiki IV, bratankiem Antiocha IV Epifanesa.

## Zakładnik Rzymu
W 175 p.n.e., w czasie rządów ojca, na życzenie senatu rzymskiego, zaniepokojonego antypergamońskimi (a co za tym idzie i antyrzymskimi) działaniami swojego ojca, został wysłany jako zakładnik do Rzymu. Kilka miesięcy później Seleukos IV został zamordowany przez swojego ministra. Władzę po nim objął stryj Demetriusza, Antioch IV Epifanes, pomimo że to Demetriusz był prawowitym następcą tronu.
Po śmierci stryja senat rzymski dwukrotnie odmawiał prośbie Demetriusza o tron Seleukidów, uznając iż dla Rzymian korzystniejsze jest marionetkowe panowanie kilkuletniego syna Antiocha Epifanesa, Antiocha V. Tak więc dzieciństwo i młodość Demetriusz spędził w Rzymie.

## Rządy
W 162 p.n.e., z pomocą m.in. Polibiusza, uciekł drogą morską z Rzymu i wylądował w Fenicji, gdzie został ogłoszony królem. Antioch V Eupator został zamordowany, armia zaś przeszła na stronę Demetriusza, który następnie w 160 p.n.e. wkroczył triumfalnie do Seleucji nad Tygrysem, pokonawszy uprzednio uzurpatora Timarchosa z Miletu, który ogłosił się królem Babilonii i Medii. Uradowani mieszkańcy miasta przyznali mu wówczas przydomek Soter (co znaczy Zbawca), pod którym przeszedł do historii. Senat rzymski musiał pogodzić się z tym faktem i uznał prawo Demetriusza do tronu Seleukidów, chociaż nigdy do końca nie pogodził się z ucieczką Demetriusza z Rzymu. Senat rzymski przyjął również od Demetriusza złoty wieniec wartości 10 tysięcy staterów, jako wyraz jego wdzięczności za względne traktowanie go w czasie, gdy był w Rzymie zakładnikiem.
Tymczasem plany Demetriusza dotyczące odbudowy potęgi państwa Seleukidów, które snuł w Rzymie, realne w pierwszym okresie triumfu i entuzjazmu poddanych, w miarę upływu czasu okazywały się niewykonalne – ciągle trwało powstanie Judy Machabeusza w Judei, nie udała się próba oderwania Kapadocji od sojuszu z tradycyjnie wrogim Pergamonem ani próba kupienia Cypru od Archiasza, namiestnika faraona Ptolemeusza VI Filometora.

## Wojna z uzurpatorem
Władcy sąsiednich państw: pergamoński Attalos II, kapadocki Ariarates V i egipski Ptolemeusz VI, woleli też widzieć na tronie syryjskim marionetkę, a nie człowieka śmiałego i energicznego, dążącego do wskrzeszenia chwały Seleukidów, jakim był Demetriusz, zatem w 153 p.n.e. zawarli koalicję przeciw niemu i poparli uzurpatora Aleksandra Balasa, którego zaakceptował również senat rzymski. Do Syrii wtargnęły wojska Pergamonu, Kapadocji i Egiptu, Antiochia zbuntowała się, uzurpatora poparli też Żydzi walczący o niepodległość pod wodzą Jonatana Machabeusza.
Demetriusz, spodziewając się klęski, odesłał swoich synów, Demetriusza II Nikatora i Antiocha VII Sidetesa do Knidos, a sam stawił czoło najazdowi i poległ podczas bitwy z uzurpatorem, który zastąpił go na tronie Syrii.